# Aspila flavescens
Aspila flavescens är en fjärilsart som beskrevs av Antonius Johannes Theodorus Janse 1917. Aspila flavescens ingår i släktet Aspila och familjen nattflyn. Inga underarter finns listade i Catalogue of Life.